# Irena Szumiel
Irena Izabella Szumiel (ur. 10 lutego 1936 w Warszawie zm. 4 marca 2023 w Sulejówku) – polska biolog, specjalistka w zakresie biologii medycznej i radiobiologii, profesor nauk przyrodniczych.

## Życiorys
W 1960 ukończyła biologię na Uniwersytecie Warszawskim. W 1965 na tej samej uczelni uzyskała stopień doktora nauk biologicznych, a w 1978 stopień doktora habilitowanego. Tytuł profesora nauk przyrodniczych otrzymała w 1990. Od 1960 do 1968 pracowała w Katedrze Biochemii UW, następnie została pracownikiem naukowym Instytutu Badań Jądrowych, a w 1982 powstałego na jego bazie Instytutu Chemii i Techniki Jądrowej. Od 1990 do 2007 kierowała Zakładem Radiobiologii i Ochrony Zdrowia IChTJ. Powoływana w skład rad redakcyjnych różnych periodyków naukowych, tj. „Postępy Biochemii”, „Nukleonika”, „International Journal of Radiation Biology” i „Radiation Research”. Przewodniczyła Komisji Ochrony Radiologicznej i Radiobiologii działającej w ramach Komitetu Fizyki Medycznej Polskiej Akademii Nauk. W pracy naukowej zajmowała się m.in. badaniami w dziedzinie radiobiologii komórkowej, sześciokrotnie była nagradzana przez Polskie Towarzystwo Badań Radiacyjnych.
Pochowana na cmentarzu Bródnowskim w Warszawie (kwatera 45I/5/11).

## Odznaczenia
Odznaczona m.in. Krzyżem Kawalerskim (2005) i Krzyżem Oficerskim (2011) Orderu Odrodzenia Polski.